# Vĩnh Phúc (provincie)
Vĩnh Phúc is een provincie van Vietnam.
Vĩnh Phúc telt 1.091.973 inwoners op een oppervlakte van 1371 km².

## Districten
Vĩnh Phúc is onderverdeeld in twee steden (Vĩnh Yên en Phúc Yên) en zeven districten:
- Bình Xuyên
- Lập Thạch
- Mê Linh
- Tam Đảo
- Tam Dương
- Vĩnh Tường
- Yên Lạc